# Antofagasta (region)
23°38′39″S 70°24′39″V / 23.64417°S 70.41083°V
Antofagasta er en af Chiles femten regioner og har nummer II på den officielle liste. Den er den næststørste af landets regioner med et areal på 125.049,1 km² og består af tre provinser: Antofagasta, El Loa og Tocopilla. Den grænser mod nord op til Tarapacá, mod syd til Atacama, mod øst til Argentina og mod vest til Stillehavet. Den regionale hovedstad er havnebyen Antofagasta, mens Calama er en anden vigtig by.

## Historie
Antofagastas historie er i lighed med regionens geografi opdelt i to dele: Den kystnære og altiplanoen (højsletten) omkring Andes. I den præcolumbianske periode var kystlandet beboet af nomadiske fiskerfamilier af changoindianere, som man kender meget lidt til grundet deres begrænsede kontakt med de spanske erobrere.
Indlandsområdet var beboet af atacamaer omkring den store indtørrede saltsø Salar de Atacama, Loa-floden og i oaser på altiplanoen, hvor den vigtigste bebyggelse var landsbyen San Pedro de Atacama.
Atacamaerne var stærkt påvirket af tiwanakuerne og faldt senere under inkaernes herredømme. Atacamaerne høstede fortrinsvis majs og bønner og handlede så langt væk som i Amazon-området og ved Stillehavet. Ankomsten af spanierne i det 16. århundrede ødelagde ikke kulturen, men ændrede den via blanding med europæerne i mestizer, hvorved begge kulturer fik indflydelse. Under det spanske herredømme blev Atacama-territoriet (kun indlandsområdet) sat under administration af Charcas-audiencaen i Øvre Peru (nuværende Bolivia), og ved den tid, hvor general Simón Bolívar kæmpede for selvstændighed, indlemmede han området (både indland og kystland) under Bolivia med navnet "Litoral". Denne beslutning blev anket af Chiles regering og har været et stridsspørgsmål op til i dag. Chile hævdede, at ifølge uti possidetis fra den spanske krone tilhørte de kystnære områder dette land, så grænsede op til Peru. 
Chilenske opdagelsesrejsende som Juan López og José Santos Ossa opdagede rige nitrat- og guanoforekomster, hvilket medførte omfattende chilenske bosættelser i kystområdet. Gnidninger mellem nybyggere fra de to nationer øgedes indtil salpeterkrigen brød ud i 1879. Ved krigens afslutning annekterede Chile Antofagasta på permanent basis. 
Koloniseringen fra chilenerne foregik mest fra "Lille Nord" (nutidens Atacama og Coquimbo) til de nye territorier i Antofagasta og Tarapacá, der blev kendt som "Store Nord".
I begyndelsen af det 20. århundrede blev regionen en vigtig base for Chiles arbejderbevægelse. Regionen fortsatte med at være økonomisk afhængig af nitratindustrien, indtil den blev afløst af kobberudvindingen. To af de største og rigeste åbne miner i verden findes i Antogasta: La Escondida og Chuquicamata.

## Geografi
Den vigtigste flod er Loa. Klimaet i området er præget af Atacamaørkenen med nogen forskel i regnmængderne mellem kystområdet og højsletten.

## Demografi
Størstedelen af Antofagastas befolkning på 493.984 (2002) bor i det kystnære område i Antofagasta og Mejillones eller i indlandet i Calama, der er knudepunktet for mineindustrien og hjemby for minearbejderne og deres familier.
I det 19. og 20. århundrede bosatte immigranter i regionen. De kom fra Europa (mest kroater, italienere, spaniere, grækere, englændere, franskmænd og portugisere), fra Mellemøsten (mest libanesere og syrere) samt i mindre grupper fra Kina, Japan, Korea, Peru og Bolivia. Disse blandede sig efterhånden med de chilenske beboere.

## Økonomi
Antofagasta er hjertet i Chiles minedrift, som skaber den største eksportindtægt. 53% af landets mineraler kommer fra denne region med kobber som det væsentligste råstof, fulgt af kaliumnitrat, guld, jod og lithium. Minedriften står for 93,7% af regionens eksportindtægter. 
Ved siden af dette har fiskeri og industri også en vis økonomisk betydning.
Med den gode infrastruktur skabt af hensyn til minedriften og mange smukke naturscenerier er der de senere år åbnet sig en stor fremtid for turisme. Blandt attraktionerne er San Pedro de Atacama, der engang var centrum for atacamaernes kultur, Salar de Atacama (den indtørrede saltsø), Månedalen, Quitor Pukará, varme kilder samt et stort antal astronomiske observatorier, heriblandt Very Large Telescope.